# 430
| [ Edytuj tabelę ] |                           |
| Cesarz Bizancjum  | - 408 Teodozjusz II 450   |
| Król Franków      | - 426 Klodian 447         |
| Władca Guptów     | - 414 Kumaragupta 455     |
| Władca Korei      | - 413 Changsu 491         |
| Papież            | - 422 Celestyn I 432      |
| Król Persji       | - 420 Bahram V 439        |
| Cesarz Rzymu      | - 425 Walentynian III 455 |
| Król Wandalów     | - 428 Genzeryk 477        |
| Król Wizygotów    | - 419 Teodoryk I 451      |

Rok 430 / CDXXX
stulecia: IV wiek ~
V wiek ~
VI wiek

lata: 420 «
425 «
426 «
427 «
428 «
429 «
430
» 431
» 432
» 433
» 434
» 435
» 440

## Wydarzenia
- Wandalowie rozpoczęli oblężenie Hippo Regius (zobacz: 431).
- Najazd Heftalitów na Persję.

## Zmarli
- 28 sierpnia – święty Augustyn, ojciec Kościoła, biskup, zmarł podczas oblężenia Hippo Regius przez Wandalów (ur. 354)